# Liste der Naturdenkmale in Diez
Die Liste der Naturdenkmale in Diez nennt die im Gemeindegebiet von Diez ausgewiesenen Naturdenkmale (Stand 20. Mai 2024).

## Naturdenkmale
| Nr.         | Bezeichnung     | Lage                                                           | Beschreibung                                                                                               | Bild                                    |
| ----------- | --------------- | -------------------------------------------------------------- | --- | --------------------------------------- |
| ND-7141-394 | Pyramideneiche  | im Park vor Schloss Oranienstein Lage                          | Quercus robur f. fastigiata, um 1760 gekeimt, 25 m hoch bei 1,23 m Durchmesser                             | mehr Fotos \| Fotos hochladen           |
| ND-7141-395 | Christianseiche | nördlich der Stadt; Abteilung Wald Hain Lage                   | Quercus petraea, um 1730 gekeimt, 24 m hoch bei 1,51 m Durchmesser                                         | Direkt Bild zu diesem Denkmal hochladen |
| ND-7141-397 | Tulpenbaum      | nördlich von Schloss Oranienstein, im rückwärtigen Garten Lage | Liriodendron tulipifera, um 1810 gepflanzt, 23 m hoch bei 1,28 m Durchmesser (im Bild links des Schlosses) | Fotos hochladen                         |
| ND-7141-398 | Rosskastanie    | St. Peterweg, bei Nr. 1 Lage                                   | Aesculus hippocastanum, um 1890 gepflanzt, 15 m hoch bei 1,23 m Durchmesser                                | Fotos hochladen                         |

## Ehemalige Naturdenkmale
| Nr. | Bezeichnung      | Lage                                  | Beschreibung                                                   | Bild                                    |
| --- | ---------------- | ------------------------------------- | -------------------------------------------------------------- | --------------------------------------- |
|     | Spitzahorngruppe | Schloßberg, bei Nr. 6 Lage            | Acer platanoides, drei Bäume; Rechtsverordnung 2013 aufgehoben | Direkt Bild zu diesem Denkmal hochladen |
|     | Stieleiche       | Unter dem Hain, gegenüber Nr. 24 Lage | Quercus robur; Rechtsverordnung 2013 aufgehoben                | Direkt Bild zu diesem Denkmal hochladen |
|     | Rosskastanie     | Pfaffengasse, hinter Nr. 27 Lage      | Aesculus hippocastanum; Rechtsverordnung vor 2013 aufgehoben   | Direkt Bild zu diesem Denkmal hochladen |